# Anslow Gate
Anslow Gate – wieś w Anglii, w hrabstwie Staffordshire. Leży 28 km na wschód od miasta Stafford i 181 km na północny zachód od Londynu.